# 가처분 소득
가처분소득(可處分所得, 영어: disposable income)은 가계의 수입 중 소비와 저축 등으로 소비할 수 있는 소득을 가리키며 총 소득에서 비소비지출(세금이나 의료보험료 등)을 제외하고 남아 저축에 쓸 수 있는 금액을 말한다. '개인가처분소득(disposable personal income)'이라고도 한다.
가처분소득이 증가하면 그 증가분의 한계 소비 성향(propensity to consume)만큼 소비가 증가한다.

## 같이 보기
- 소득
  - 근로소득(earned income)
    - 근로 장려 세제(EITC)

  - 불로소득
    - 임대소득
    - 이자소득

  - 소득세